# Immanuel-Kirche (Preußisch Ströhen)

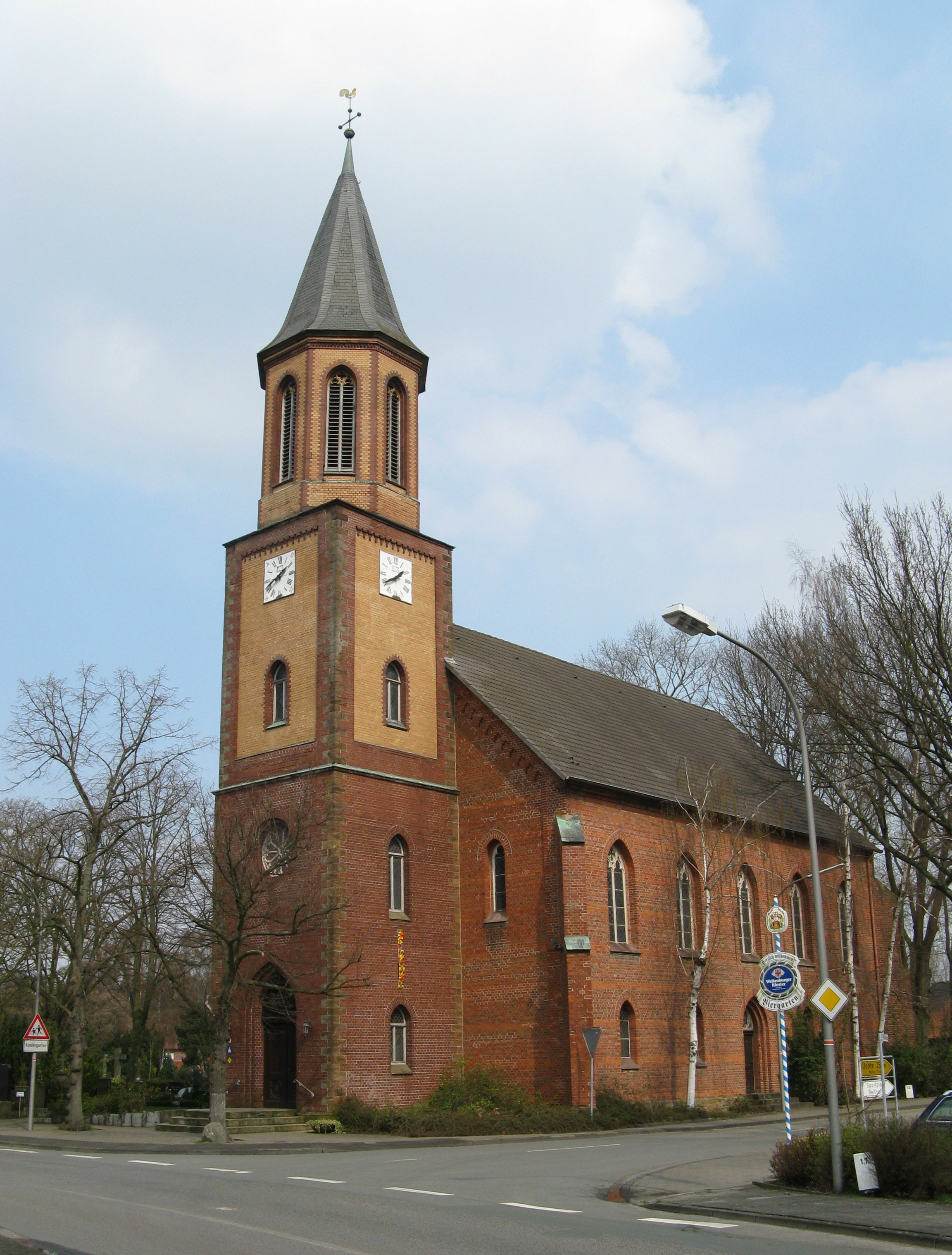
Preußisch Ströhen, Immanuel-Kirche

Die denkmalgeschützte evangelische Immanuel-Kirche steht in Preußisch Ströhen, einem Gemeindeteil in der ostwestfälischen Stadt Rahden im Kreis Minden-Lübbecke von Nordrhein-Westfalen. Die Kirchengemeinde gehört zum Kirchenkreis Lübbecke der Evangelischen Kirche von Westfalen.

## Beschreibung
Die neugotische Saalkirche aus einem Langhauses aus fünf Jochen, das mit einem Satteldach bedeckt ist und die an den Ecken von Strebepfeilern gestützt wird, und einem eingezogenen, polygonal geschlossenen Chor wurde 1854 bis 1857 mit Unterstützung von Friedrich Wilhelm IV. erbaut, der 4000 Reichstaler zu ihrem Bau beisteuerte. Der Kirchturm auf quadratischem Grundriss im Westen des Langhauses wurde erst 1888–90 angebaut. Sein oberstes Geschoss ist achteckig und beherbergt hinter den als Maßwerk gestalteten Klangarkaden den Glockenstuhl. Die Turmuhr befindet sich im Geschoss darunter. Bedeckt ist der Kirchturm mit einem achtseitigen, schiefergedeckten Knickhelm. Der mit umlaufenden Emporen ausgestattete Innenraum des Langhauses ist mit einer Holzbalkendecke überspannt, der des Chors mit einem Kreuzrippengewölbe. Die neugotische Kirchenausstattung ist vollständig erhalten.